# Victorio Ramis
Victorio Gabriel Ramis (Córdoba, 7 luglio 1994) è un calciatore argentino, attaccante dell'Independiente Rivadavia.

## Caratteristiche tecniche
È un'ala destra.

## Carriera
Cresciuto nelle giovanili del Talleres (C), ha esordito il 26 maggio 2014 in occasione del match pareggiato 0-0 contro l'Huracán.
Nel 2017 è stato acquistato dal Godoy Cruz.

## Statistiche

### Presenze e reti nei club
Statistiche aggiornate al 27 marzo 2025.
| Stagione                       | Squadra                        | Campionato                     | Campionato | Campionato | Coppe nazionali | Coppe nazionali | Coppe nazionali | Coppe continentali | Coppe continentali | Coppe continentali | Altre coppe | Altre coppe | Altre coppe | Totale | Totale | Totale |
| Stagione                       | Squadra                        | Comp                           | Pres       | Reti       | Comp            | Pres            | Reti            | Comp               | Pres               | Reti               | Comp        | Pres        | Reti        | Pres   | Reti   |        |
| ------------------------------ | ------------------------------ | ------------------------------ | ---------- | ---------- | --------------- | --------------- | --------------- | ------------------ | ------------------ | ------------------ | ----------- | ----------- | ----------- | ------ | ------ | ------ |
| 2013-2014                      | Talleres (C)                   | PBN                            | 2          | 0          | CA              | 0               | 0               | -                  | -                  | -                  | -           | -           | -           | 2      | 0      |        |
| 2014-2015                      | Talleres (C)                   | TAA                            | 10         | 3          | CA              | 0               | 0               | -                  | -                  | -                  | -           | -           | -           | 10     | 3      |        |
| 2015                           | Talleres (C)                   | TAA                            | 11         | 3          | CA              | 0               | 0               | -                  | -                  | -                  | -           | -           | -           | 11     | 3      |        |
| 2016                           | Talleres (C)                   | PBN                            | 21         | 4          | CA              | 1               | 0               | -                  | -                  | -                  | -           | -           | -           | 22     | 4      |        |
| 2016-2017                      | Talleres (C)                   | PD                             | 20         | 5          | CA              | 1               | 0               | -                  | -                  | -                  | -           | -           | -           | 21     | 5      |        |
| Totale Talleres (C)            | Totale Talleres (C)            | Totale Talleres (C)            | 64         | 15         |                 | 2               | 0               |                    | -                  | -                  |             | -           | -           | 66     | 15     |        |
| 2017-2018                      | Godoy Cruz                     | PD                             | 23         | 3          | CA              | 2               | 2               | -                  | -                  | -                  | -           | -           | -           | 25     | 5      |        |
| 2018-2019                      | Godoy Cruz                     | PD                             | 10         | 1          | CA+CdS          | 1+3             | 2+0             | CL                 | 4                  | 0                  | -           | -           | -           | 18     | 3      |        |
| 2019-2020                      | Argentinos Juniors             | PD                             | 4          | 0          | CA+CdS          | 1+0             | 0               | CS                 | 2                  | 0                  | -           | -           | -           | 7      | 0      |        |
| lug.-dic. 2020                 | Godoy Cruz                     | -                              | -          | -          | CA+CM           | 1+4             | 0               | -                  | -                  | -                  | -           | -           | -           | 5      | 0      |        |
| Totale Godoy Cruz              | Totale Godoy Cruz              | Totale Godoy Cruz              | 33         | 4          |                 | 11              | 4               |                    | 4                  | 0                  |             | -           | -           | 48     | 8      |        |
| 2021                           | Ferro Carril Oeste             | PBN                            | 15         | 1          | CA              | -               | -               | -                  | -                  | -                  | -           | -           | -           | 15     | 1      |        |
| 2022                           | Alvarado                       | PBN                            | 27         | 0          | CA              | -               | -               | -                  | -                  | -                  | -           | -           | -           | 27     | 0      |        |
| 2023                           | Independiente Rivadavia        | PBN                            | 30         | 2          | CA              | 1               | 0               | -                  | -                  | -                  | -           | -           | -           | 31     | 2      |        |
| 2024                           | Independiente Rivadavia        | PD                             | 17         | 4          | CA+CdL          | 1+10            | 1+2             | -                  | -                  | -                  | -           | -           | -           | 28     | 7      |        |
| 2025                           | Independiente Rivadavia        | PD                             | 9          | 0          | CA              | 0               | 0               | -                  | -                  | -                  | -           | -           | -           | 9      | 0      |        |
| Totale Independiente Rivadavia | Totale Independiente Rivadavia | Totale Independiente Rivadavia | 56         | 6          |                 | 12              | 3               |                    | -                  | -                  |             | -           | -           | 68     | 9      |        |
| Totale carriera                | Totale carriera                | Totale carriera                | 199        | 26         |                 | 26              | 7               |                    | 6                  | 0                  |             | -           | -           | 231    | 33     |        |

## Palmarès

### Club

#### Competizioni nazionali
- Primera B Nacional: 2

Talleres (C): 2016
Ind. Rivadavia: 2023